# Линколн (Мејн)
Линколн (енгл. Lincoln) насељено је место без административног статуса у америчкој савезној држави Мејн.

## Демографија
По попису из 2010. године број становника је 2.884, што је 49 (-1,7%) становника мање него 2000. године.
| Група             | 2000.         | 2010.         |
| Белци             | 2.877 (98,1%) | 2.765 (95,9%) |
| Афроамериканци    | 4 (0,1%)      | 14 (0,5%)     |
| Азијати           | 15 (0,5%)     | 11 (0,4%)     |
| Хиспаноамериканци | 7 (0,2%)      | 28 (1,0%)     |
| Укупно            | 2.933         | 2.884         |